# Greatest Hits 1970–1978
A Greatest Hits 1970–1978 egy válogatáslemez az angol Black Sabbath heavy metal zenekartól, amelyet 2006 tavaszán jelentettek meg. Az albumon olyan felvételek találhatóak, amelyek az 1969-es megalakulástól, az eredeti felállás bomlásáig, azaz 1978-ig készültek.

## Tartalma
1. "Black Sabbath"
2. "N.I.B."
3. "The Wizard"
4. "War Pigs"
5. "Paranoid"
6. "Iron Man"
7. "Sweet Leaf"
8. "Children of The Grave"
9. "Changes"
10. "Snowblind"
11. "Supernaut"
12. "Sabbath Bloody Sabbath"
13. "Hole In The Sky"
14. "Rock 'n' Roll Doctor"
15. "Never Say Die!"
16. "Dirty Woman"